# DFW R.I
Il DFW R.I, designazione aziendale T 26, fu un bombardiere pesante quadrimotore biplano sviluppato dall'azienda tedesco imperiale Deutsche Flugzeugwerke GmbH negli anni dieci del XX secolo.
Realizzato in un solo esemplare, venne brevemente utilizzato dalla Luftstreitkräfte, la componente aerea del Deutsches Heer (l'esercito imperiale tedesco), sul fronte orientale durante la prima guerra mondiale, rimanendo distrutto a causa di un malfunzionamento nel corso della sua seconda missione operativa.

## Storia del progetto
Nel 1915 l'Idflieg decise di emettere una specifica per una nuova classe di velivoli da bombardamento identificata come R-Typ (da Riesenflugzeuge, aereo gigante) caratterizzata dalle grandi dimensioni ed invitando le aziende aeronautiche nazionali a proporre dei progetti in tal senso. Al programma aderì anche la DFW che incaricò il proprio ufficio tecnico di pianificare lo sviluppo di un nuovo modello che rispondesse alle esigenze. Il progetto venne elaborato da Hermann Dorner (che ad ottobre 1916 si trasferì alla Hannoversche Waggonfabrik per accettare l'incarico di ingegnere capo), il quale era a capo di un gruppo di lavoro composto anche dal Prof. H. Reissner come consulente e del Dipl. Ing. Sander, e che si avvalse della collaborazione del pioniere dell'aviazione tedesca Heinrich Oelerich, che ricoprì il ruolo di responsabile tecnico del programma R-Typ dopo che il primo abbandonò la DFW.
La costruzione del prototipo (numero di serie 11/15), al quale l'azienda aveva assegnato la designazione interna T 26 ma che secondo il sistema di designazione Idflieg era indicato come R.I, venne iniziata il 1º settembre 1915 protraendosi, per una serie di diversi fattori da attribuire sia a decisioni ed inconvenienti di carattere tecnico che di natura economico-organizzativa, per circa un anno prima della sua conclusione. L'Idflieg aveva fatto un'esplicita richiesta nella tecnica costruttiva del modello, suggerendo di ricoprire la struttura della fusoliera con pannelli di compensato. Ciò comportava un lungo lavoro aggiuntivo per dare la forma desiderata ai grandi pannelli a causa delle forme curvilinee della stessa, che unito alla meticolosità adottata nella progettazione e costruzione del velivolo allungava i tempi di realizzazione. Inoltre la sempre maggiore necessità di velivoli impegnati durante il conflitto costrinse a dare la priorità ad altri modelli considerati più urgenti, ad esempio il promettente DFW C.V che doveva sostituire i vari C-Typ sviluppati da AEG, Albatros Flugzeugwerke e Rumpler Flugzeugwerke, e che presumibilmente assorbì gran parte della manodopera della DFW e dei materiali originariamente destinati all'R.I.
Il progetto dell'R.I, la cui impostazione venne ripresa anche nei successivi R.II ed DFW R.III, proponeva l'innovativa idea di posizionare i quattro motori all'interno della fusoliera collegandoli, questa la sua peculiarità che non ebbe riscontro in altri modelli, indipendentemente ad un'elica tramite altrettanti organi di trasmissione, riduttori di velocità, frizioni ed alberi di trasmissione. Ogni motore anteriore era collegato ad un albero di trasmissione che, passando in un angolo della fusoliera, usciva dalla stessa ad angolo retto raggiungendo un riduttore di velocità collegato all'elica, una per lato in configurazione traente, collocata sul montante interalare più interno appena sotto l'ala superiore. Analogamente, ogni motore posteriore era collegato a un'elica collocata in prossimità del bordo d'uscita dell'ala inferiore.
Il gruppo di propulsione, così formato dalle quattro unità completamente indipendenti l'una dall'altra, dava come vantaggio l'eliminazione degli enormi e complicati apparati meccanici atti a trasferire la potenza di tre o quattro motori ad una presa di forza comune, mantenendo anche le potenzialità di accessibilità e sfruttamento di ogni singola unità. Benché avesse avuto bisogno di un lungo periodo per essere messo a punto questo sistema si rivelò efficace e meccanicamente efficiente sul lungo periodo.

## Utilizzatori
Germania
- Luftstreitkräfte